# Maria Holaus
Maria Holaus, née le 19 décembre 1983, est une ancienne skieuse alpine autrichienne. À la suite de nombreuses blessures, elle décide de mettre un terme à sa carrière sportive à seulement vingt-six ans. Elle compte une victoire en Coupe du monde dans un super G en 2008.

## Palmarès

### Championnats du monde
| Épreuve / Édition | Descente | Super G | Slalom géant | Slalom | Super combiné |
| ----------------- | -------- | ------- | ------------ | ------ | ------------- |
| Mondiaux 2007 Åre | 21e      | -       | -            | -      | -             |

### Coupe du monde
- Meilleur classement général : 25e en 2008.
- Trois podiums dont une victoire.

#### Détail des victoires
| Épreuve / Édition | Super G           | Total |
| 2008              | Cortina d'Ampezzo | 1     |
| Total             | 1                 | 1     |

### Championnats du monde junior
- Médaille d'argent de la descente en 2001 à Verbier